# Nervadura
Para nervaduras en arquitectura, ver Bóveda de crucería.

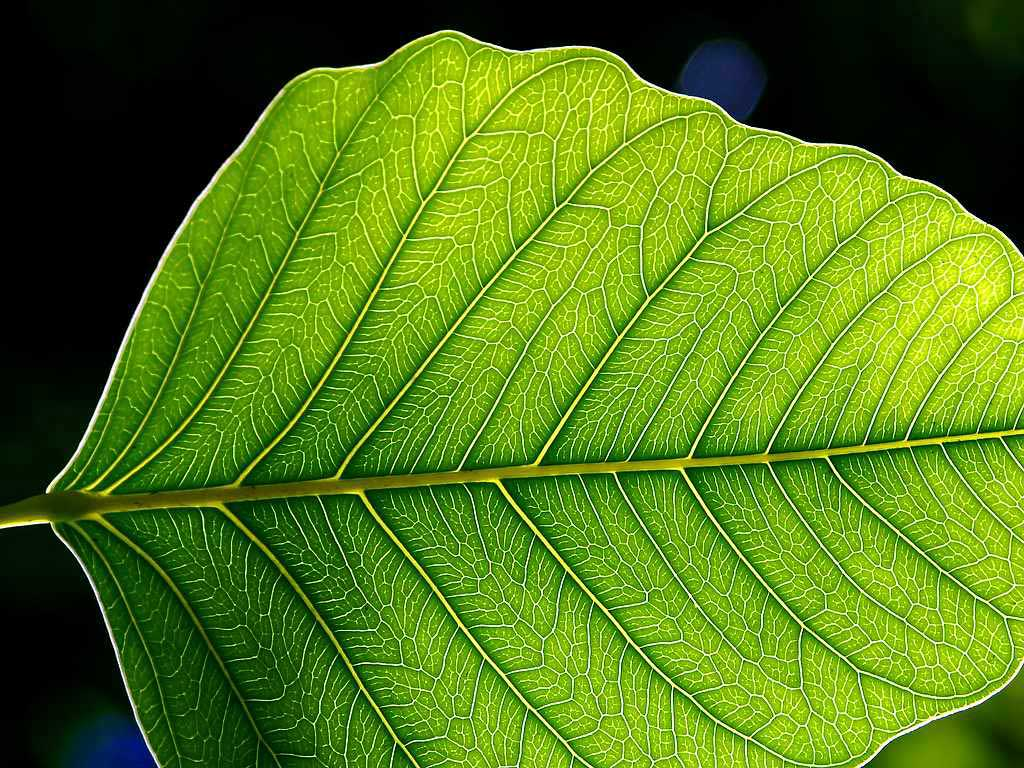
Hoja iluminada al trasluz para mostrar la nervadura pennada y camptódroma. En la versión ampliada los nervículos que unen las nervaduras secundarias son claramente visibles.

La nervadura es la distribución de los nervios que componen el tejido vascular de la hoja de una planta. Se ubican en el estrato esponjoso del mesófilo de la hoja; a través de ellos circula la savia, comunicando los órganos de la hoja con el resto de la planta.
El tipo de nervadura es una de las variables usuales en la descripción de las plantas. Las nervaduras se clasifican en:
- según el alcance de las venas principales, en:
  - craspedódromas, aquellas en que las venas principales llegan hasta el margen de la hoja;
  - camptódromas, aquellas en que las venas principales se tuercen antes de llegar hasta el margen de la hoja;

- según la disposición de los nervios, en:
  - reticulada o plumosa, en la que los nervios principales se ramifican en una multitud de nervículos; las hojas nervadas reticuladamente son típicas de las Magnoliopsida, y se dividen a su vez en
    - de nervadura pennada (o pinnatinervias), en las que hay una nervadura principal central, y una red delgada de nervaduras secundarias que nacen de esta; un ejemplo de nervadura pennada es el de las hojas del manzano (Malus domestica);
    - de nervadura palmada (o palmatinervias), con más de un nervio principal que nace de la base foliar, junto a la inserción del peciolo, radiando hacia los márgenes; un ejemplo de nervadura palmada es el de las hojas del arce (Acer spp.);
    - trinervias, con tres nervios principales que nacen de la base de la lámina foliar; un ejemplo es el de las hojas de Ceanothus spp.;

  - paralela, en la que los nervios principales corren paralelos entre sí a lo largo de la hoja, desde el extremo basal hasta el distas, unidas a veces por nervículos conmisurales; las hojas nervadas paralelamente son típicas de las Liliopsida;
  - dicotómica, en la que no hay haces vasculares principales, sino una retícula de nervículos que se dividen binariamente a intervalos regulares; las hojas de nervación dicotómica se encuentran en el Ginkgo biloba y algunos helechos.